# Hermann-Josef-Kolleg Steinfeld
Das Hermann-Josef-Kolleg Steinfeld (abgekürzt HJK Steinfeld) ist ein privates Gymnasium im Kloster Steinfeld in der Eifel. Es ist nach dem Heiligen Hermann Joseph benannt und befindet sich in der Trägerschaft der katholischen Ordensgemeinschaft der Salvatorianer.

## Geschichte
Nachdem der Erzbischof von Köln, Kardinal Karl Joseph Schulte, das Kloster Steinfeld der Ordensgemeinschaft der Salvatorianer zur Pacht und für den Betrieb einer Schule angeboten hatte, wurde die Niederlassung Steinfeld der Salvatorianer am 8. Dezember 1923 gegründet. Am 28. Mai 1924 begann für zunächst etwa 80 Schüler der Unterrichtsbetrieb.
Ab dem Jahr 1946 wurde die Schule auch für Schüler geöffnet, die nicht von vornherein beabsichtigten, sich der Ordensgemeinschaft anzuschließen. Weiterhin durften auch externe Schüler aus der näheren Umgebung Steinfelds die Schule besuchen. Ab 1948 wurde die Schule vom Progymnasium zum Vollgymnasium ausgebaut und im Jahr 1961 erhielten elf Absolventen des ersten Abiturjahrgangs das Reifezeugnis.
Zum Schuljahr 1971 begann die Koedukation und es wurden erstmals Schülerinnen zugelassen. Die Schülerzahl wuchs auf rund 300 Anfang der 1960er Jahre und auf über 800 ab den 1980er Jahren.
1974 wurde der Verein der Freunde und Förderer des Gymnasiums Hermann-Josef-Kolleg Steinfeld e. V. und 1981 der Verein Catena e. V. gegründet.

### Bekannte Schüler
- Wilhelm Baum (* 1948), Historiker und Verleger
- Boris Gehlen (* 1973), Wirtschaftshistoriker
- Markus Herbrand (* 1971), Politiker (FDP)
- Markus Ramers (* 1986), Politiker (SPD)
- Karl Josef Schommer (1940–2007), Politiker (CDU)
- Hermann Wagner (1907–2003), Priester
- Andreas Warler (* 1965), Organist und Kirchenmusiker
- Bernd Alois Zimmermann (1918–1970), Komponist
- Andreas Züll (* 1984), Schriftsteller, Lyriker und Lokalhistoriker

## Profil
Das Schulprogramm des dreizügigen Gymnasiums umfasst drei Säulen „Glaube – Miteinander – Lernen“ und richtet die Bildungsgänge an den Vorgaben des Landes Nordrhein-Westfalen aus. Die Schule bietet einen Schwerpunkt auf MINT-Fächern in den Sekundarstufen I und II und beteiligt sich an verschiedenen Wettbewerben.

## Partnerschulen
Es bestehen Partnerschaften zu Schulen in Frankreich, Polen und Indien.